# Francis George Allman Barnard
Pour les articles homonymes, voir Barnard.
Francis George Allman Barnard, né en 1857 à Kew dans l'État de Victoria et mort en 1932 à Melbourne, est un naturaliste australien.
Il fait ses études à l’université de Melbourne et devient pharmacien en 1879. Il dirige la Metropolitan Chemists' Association en 1915 et la Eastern Suburbs Chemists vers 1920. À partir de 1920, il est le maire de Kew.
Il dirige le Field Naturalists' Club of Victoria et assure la publication du Victorian Naturalist de 1891 à 1923.

## Liste partielle des publications
- « Notes on sponge from Northern Territory », in Q. J. Microsc. Soc. Vict., 1, 1879, 14-15 pl. 1 fig. 5-8.

## Source
- Anthony Musgrave, Bibliography of Australian Entomology, 1775-1930, with biographical notes on authors and collectors, Royal Zoological Society of News South Wales (Sydney), 1932, VIII-380 p.